# Halldór Laxness
Halldór Kiljan Laxness (tên khai sinh: Halldór Guðjónsson; 21 tháng 4 năm 1902 – 8 tháng 2 năm 1998) là nhà văn Iceland đoạt giải Nobel Văn học năm 1955.

## Tiểu sử
Halldór Laxness sinh ở Reykjavík, thủ đô của Iceland, là con trai của Sigríður Halldórsdóttir (mẹ) và Guðjón Helgason (cha). Laxness yêu thích dân ca, học nhạc và bắt đầu viết văn từ nhỏ. Năm 1919, ông in truyện vừa đầu tiên Barn náttúrunnar (Đứa con của thiên nhiên) và đi du lịch nước ngoài, chủ yếu ở châu Âu. Học triết học và tôn giáo. Chịu ảnh hưởng của chủ nghĩa biểu hiện và các trường phái hiện đại khác của Đức và Pháp. Giữa thập niên 1920, ông theo Công giáo; các kinh nghiệm về tâm linh được phản ánh trong một vài quyển sách theo thể loại hồi ký, trong đó chủ yếu là Undir Helgahnúk (Dưới chân núi thiêng, 1924). Năm 1927, ông xuất bản cuốn tiểu thuyết quan trọng đầu tiên, Vefarinn mikli frá Kasmír (Người thợ dệt vĩ đại vùng Kasmir). Tuy nhiên, giai đoạn theo Công giáo của ông không kéo dài bao lâu; trong chuyến thăm nước Mỹ, ông đã bị chủ nghĩa xã hội cuốn hút. Alþýðubókin (Cuốn sách loài người, 1929) là dấu ấn thể hiện rõ nhất sự thay đổi trong quan niệm sáng tác của ông. Năm 1930, ông định cư ở Iceland.
Những thành công chính của Halldór Laxness bao gồm bộ ba tiểu thuyết viết trong thập niên 1930 nói về người dân Iceland. Cuốn Salka Valka (1931-1932) kể về một cô gái dân chài nghèo; Sjálfstætt fólk (Những người độc lập, 1934-1935) viết về cuộc đấu tranh của người nông dân với thiên nhiên và những bất công xã hội; còn nhân vật chính của Heimsljós (Ánh sáng thế giới, 1937-1940) là một nhà thơ Iceland trong cuộc giằng co giữa tình yêu cái đẹp và những áp bức xã hội. Các tác phẩm về sau của Laxness chủ yếu mang tính lịch sử và cổ tích. Sau chuyến đi thăm Liên Xô, ông viết một số cuốn sách về nước Nga, và năm 1950 trở thành chủ tịch Hội Iceland – Liên Xô. Những năm cuối đời, ông sáng tác không nhiều, nhưng vẫn có tác phẩm gây chú ý dư luận như Atómstöðin (Trạm nguyên tử), Skáldatími (Thời đại thơ ca), v.v. Đến nay Halldór Laxness vẫn được coi là nhà văn Iceland lớn nhất thế kỉ 20, có uy tín rất cao ở đất nước mình, nhưng không nổi tiếng lắm ở nước ngoài. Năm 1953, ông được nhận giải Hòa bình Quốc tế mang tên Lenin và hai năm sau nhận giải Nobel. Ông mất năm 96 tuổi.

## Tác phẩm
- Barn náttúrunnar (Đứa con của thiên nhiên, 1919), truyện vừa
- Nokkrar sögur (Một vài câu chuyện, 1923), tập truyện
- Undir Helgahnúk (Dưới chân núi thiêng, 1924), tiểu thuyết
- Kaþólsk viðhorf (Từ góc nhìn Công giáo, 1925), tiểu luận
- Alþýðubókin (Cuốn sách loài người, 1927), tiểu thuyết
- Vefarinn mikli frá Kasmír (Người thợ dệt vĩ đại vùng Kasmir, 1927), tiểu thuyết
- Kvæðakver (Thơ, 1930), tập thơ
- Salka Valka (2 tập, 1932), tiểu thuyết* Í Austurvegi (Đường sang Phương Đông, 1933), ký
- Straumrof (Cuộc hành trình ngắn, 1934), tập truyện
- Sjálfstætt fólk (Những người độc lập, 2 tập, 1935), tiểu thuyết:
  - Landnámsmaður Íslands
  - Erfiðir tímar
- Gerska æfintýrið (Cổ tích Nga, 1938), ký
- Heimsljós (Ánh sáng thế giới, 4 tập, 1937-1940), tiểu thuyết:
  - Ljós heimsins
  - Höll sumarlandsins
  - Hús skáldsins
  - Fegurð himinsins
- Íslandsklukkan (Tiếng chuông Iceland, 3 tập, 1943-1946), tiểu thuyết:
  - Íslandsklukkan
  - Hið ljósa man
  - Eldur í Kaupinhafn
- Atómstöðin (Trạm nguyên tử, 1948), tiểu thuyết trào phúng
- Gerpla (Những chiến binh hạnh phúc, 1952), tiểu thuyết
- Heiman eg fór (Từ nhà tôi đi, viết năm 1924, in năm 1952), tự truyện
- Brekkukotsannáll (Cá biết hát, 1957), tiểu thuyết
- Paradisasheimat (Đòi lại thiên đường, 1960), anh hùng ca lịch sử
- Skáldatími (Thời đại thơ ca, 1963), tự thuật
- Kristnihald undir Jökli (Đạo Kitô dưới tảng băng trôi, 1968), tiểu thuyết
- Úa (1970), kịch chuyển thể từ Đạo Kitô dưới tảng băng trôi
- Innansveitarkronika (Sử biên niên giáo xứ, 1970), tiểu thuyết
- Norðanstúlkan (1972), kịch chuyển thể từ tiểu thuyết Trạm nguyên tử
- Guðsgjafaþula (Tường thuật về món quà của Chúa, 1972), tiểu thuyết
- Í túninu heima, part I (1975), tự truyện
- Úngur eg var, part II (1976), tự truyện
- Sjömeistarasagan, part III (1978), tự truyện
- Grikklandsárið, part IV (1980), tự truyện
- Við Heygarðshornið (1981), tập truyện ngắn
- Sagan af brauðinu dýra (1987), tập truyện ngắn
- Dagar hjá múnkum (1987), hồi kí
- Jón í Brauðhúsum (1992), tập truyện ngắn
- Fugl á garðstaurnum og fleiri smásögur (1996), tập truyện ngắn
- Úngfrúin góða og Húsið (1999), tập truyện ngắn
- Smásögur (2000), tập truyện ngắn
- Kórvilla á Vestfjörðum og fleiri sögur (2001), tập truyện ngắn